# Jelly Roll Blues

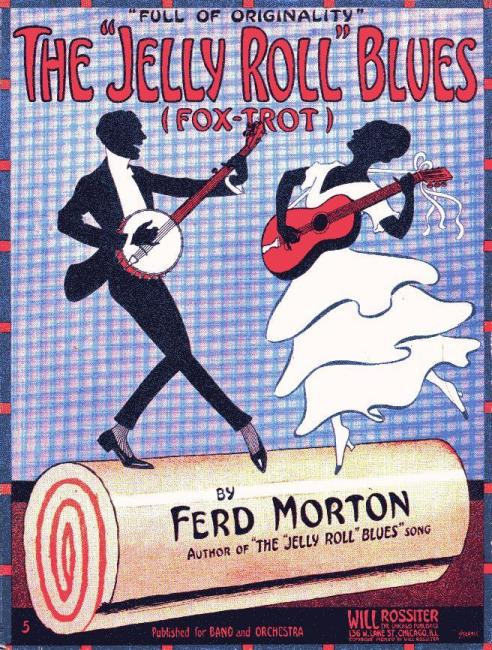
Jelly Roll Blues (Notenausgabe 1915)

Jelly Roll Blues, auch Original Jelly Roll Blues, ist eine Komposition des frühen Jazz, die angeblich 1905 von Jelly Roll Morton geschrieben und 1915 veröffentlicht wurde. Damit ist sie die älteste veröffentlichte Jazzkomposition. 

## Aufbau der Komposition
Das Stück baute auf zwei Melodiesträngen von jeweils zwölf Takten auf, die durch ein viertaktiges Zwischenspiel getrennt sind, das die Melodie von B nach E transponierte. Es ist eine vereinfachte Ragtimekomposition mit deutlichem Bluescharakter. Die Basslinie ist von einer Habanera inspiriert.

## Wirkungsgeschichte
Morton betitelte die Komposition, die nach seinen Angaben 1905 entstand, zunächst Chicago Blues. Zuvor entstanden bereits sein King Porter Stomp und sein New Orleans Blues (beide 1902 oder 1903). Das Stück wurde in der Hörerschaft sehr populär und so sehr mit ihm identifiziert, dass er es nun Jelly Roll Blues nannte. Auch verfasste er einen Text, der sich einerseits auf ihn bezog, andererseits aber auch zweideutig damit spielte, das Jelly Roll beim afroamerikanischen Publikum für Vagina stand („He's so tall and chancy, He's the ladies' fancy. Everybody know him, Certainly do ado him.“) Der Erfolg des Stückes beim Auditorium brachte ihn auf die Idee, es zu veröffentlichen. Es gelang ihm, den Verleger Will Rossiter zu überzeugen, die Komposition 1915 zu veröffentlichen – sowohl für Soloklavier gesetzt als auch für Ensemble.
1921 entstand eine erste Aufnahme des Jelly Roll Blues mit dem Norfolk Jazz Quartette. 1923 folgte eine Instrumentalversion der Original Memphis Five. Morton nahm den Jelly Roll Blues selbst erst 1924 auf eine Notenrolle auf (Fassung für Solopiano, aktuell auf The Piano Rolls: Realized by Artis Wodehouse wiederveröffentlicht). Eine Einspielung mit seinen Red Hot Peppers entstand 1926. Dabei wurde die Melodie und ihr Kontrapunkt von der Trompete, Klarinette und Posaune interpretiert, während Piano, Gitarre, Kontrabass und Schlagzeug für die rhythmische Begleitung sorgten. Durch zahlreiche Breaks und Solopassagen, die im Klavierpart liegen, variiert er die Grundstruktur. Weitere Aufnahmen des Titels legten beispielsweise Peg Leg Howell, Tommy Ladnier, Louis Armstrong, Humphrey Lyttelton, James Dapogny und Frank Frost vor. 
Bereits 1929 verwendete der Schriftsteller Claude McKay in seiner Novelle Banjo den Titel der Komposition, um den Titelhelden als Jazzmusiker zu kennzeichnen.